# اس‌ان‌وی‌آی
اس‌ان‌وی‌آی (انگلیسی: SNVI) شرکت خودروسازی الجزایری است، که در سال ۱۹۶۷ تأسیس شد.